# Ngawang Jigme Drakpa
Ngawang Jigme Drakpa (tibétain : ཎགག་དབང་ཨཇིགས་མེད་གྲགས་པ, Wylie : Ngag dbang ajigs med grags pa), ou Karma Tseten Dorje (translittéré en chinois par : chinois : 阿旺吉扎 ; pinyin : āwàng jízā, décédé en 1597, est le dernier régent du Tsang de la dynastie Rinpungpa. Il est notamment connu pour ses écrits, dont trois traduits en chinois par 《萨迦班智达传》, 《诗镜论注疏》 et 《藻词论》.